# Inocêncio Calabote
Inocêncio João Teixeira Calabote (29 de março de 1917-2 de janeiro de 1999 (81 anos)) foi um árbitro internacional de futebol português e o primeiro árbitro de futebol a ser irradiado por acusações de corrupção.  Este mesmo árbitro foi envolvido em acusações de corrupção relacionadas com o Sport Lisboa e Benfica.

## Biografia
Árbitro internacional da Associação de Futebol de Évora, ficou para a história do futebol português por ter sido o primeiro árbitro de futebol a ser irradiado por acusações de corrupção. O caso ocorreu num jogo no Estádio da Luz entre Sport Lisboa e Benfica e Clube União Fabril a 22 de Março de 1959.
O livro sobre o "Caso Calabote", da autoria do jornalista João Queiroz, foi editado pela Quidnovi.
Sobre o caso "Caso Calabote":
Inocêncio Calabote foi um árbitro que ficou famoso por arbitrar o jogo Benfica-CUF da última jornada do campeonato da época 58/59. O  jogo disputou-se a 22 de Março de 1959 e decidia o título nacional desse ano que foi disputado ao golo entre o SLB e o FCP. O SLB recebia a CUF, arbitrado por Calabote e o FCP visitava Torres Vedras com uma vantagem de 4 golos sobre o SLB. 
O caso  teve origem na hora a que começou o jogo da Luz, em vez de começar às 15h (à mesma hora do Torreense-FCP), os jogadores do SLB atrasaram o início do jogo em 6 minutos para saberem como estava o jogo do FCP e ainda terem tempo de tentar marcar mais golos. O tempo de compensação na Luz foi de 4 minutos, o que levou a que o jogo acabasse 10 minutos mais tarde que o de Torres Vedras dando origem a comentários do tipo "o árbitro deu 10 minutos de desconto à espera de um golo do  SLB". Esse golo daria o título ao SLB. 
No fim de contas, o SLB CUF por 7-1 e teve 3 penaltis a favor, o que deu  origem a contestações. Quanto aos penaltis, com base nos jornais da época, dizem que dois deles foram bem marcados e um não. Perto do fim, com o resultado já em 7-1 e o jogo de Torres Vedras já finalizado com 3-0 para o FCP, há um penalti  claríssimo  a favor do SLB que não foi marcado pelo Calabote, segundo as   declarações do técnico da CUF "o árbitro exagerou nos penaltis, principalmente no 2º (o tal que não era) e agora no fim não marcou um   autêntico penalti (falta sobre Cavém), marcar este seria mais razoável.".
O campeão na época foi  o FCP por diferença de um golo.
Inocêncio Calabote foi irradiado da arbitragem na época seguinte não por ter assinalado os 3 penaltys a favor do SLB, mas por ter mentido no relatório ao dizer que o jogo tinha começado a horas e tinha tido 2 minutos de compensação. 
Numa entrevista vídeo com Francisco Palmeiro, jogador do Benfica que esteve em campo no jogo SLB-CUF, o jogador confirma que o árbitro Calabote beneficiou o SLB durante a partida e que o guarda redes adversário, Gama, permitiu o avolumar do resultado.
"Gravado na memória de toda a nação portista e frequentemente evocado sempre que a arbitragem é tema de discussão, ignorado - e "desmistificado" - pelo povo benfiquista, Inocêncio João Teixeira Calabote, o primeiro árbitro irradiado em Portugal, é, definitivamente, uma figura incontornável da história do futebol português. Os que se revêem no episódio, porque o presenciaram ou porque tiveram a oportunidade de o conhecer pelos registos históricos, chamam-lhe o "caso", o caso em que Calabote terá tentado ajudar o Benfica a tirar o título que acabou por ser do FC Porto, por apenas um golo na longínqua temporada de 1958/59. Os que contestam a veracidade da estória - porque, dizem, trata-se de um caso que até acabou por dar um título ao clube das Antas - dão-lhe contornos de um filme de ficção e fantasia. É uma lenda, insistem. Uma mentira que de tantas vezes repetida acaba por se tornar verdade… Mas não é, de facto. Calabote é mesmo uma realidade e os factos falam por si, não deixam mentir. Não é um mito como muitos tentam, a todo o custo, fazer crer. É um caso que se segue na linha de outros escândalos da arbitragem que se sucederam na década de oitenta e noventa, como o caso de Inácio de Almeida, que acabaria irradiado por não ter validado um golo legal ao Sporting num dérbi com o Benfica (que não podia perder, sob pena de ser apanhado na classificação pelo FC Porto); o do envelope de Francisco Silva, acusado de ter sido subornado num jogo entre o Penafiel e o Belenenses; os "quinhentinhos" de José Guímaro, o único árbitro português condenado em tribunal por actos de corrupção; ou o de Carlos Calheiros e da sua suspeita viagem em família para o Brasil. E no ano em que se comemoram as bodas de ouro desta história, que curiosamente coincide com uma altura em que a corrupção no futebol português se tornou tema preferido dos arautos da verdade desportiva, proponho que façam uma viagem na história, recuem 50 anos e recordem um dos mais célebres casos da história do nosso futebol."
João Queiroz(jornalista) in "O Caso Calabote"
Algumas notas da época 58/59: 
1. Chino,  influente extremo direito do SLB foi  castigado com cinco jogos de  castigo  na fase decisiva da competição,  tendo sido a pena reduzida para  1 jogo de castigo.
2. O jogo Belenenses-Benfica da 19ª  jornada (eram 26 no  total) foi protestado pelos azuis do Restelo pela  anulação de um golo de  canto directo ao Belenenses e por a barreira do  Benfica se ter mexido  antes de Matateu apontar um livre. O jogo acabou  por ser repetido antes do decisivo Benfica-CUF e depois de um Sporting-Benfica.
3. A 3 jornadas do fim, quando  o Porto partia muito atrás do Benfica no que à diferença de golos diz  respeito, os portistas receberam  o Belenenses e venceram por 7-0. O Belenenses era um clube muito forte nessa altura e acabaria esse Campeonato em 3º lugar a 3 pontos de Porto e Benfica.
4. Na penúltima jornada, no Sporting-Benfica (2-1), o Benfica  acabou o jogo com nove  jogadores, um por expulsão e outro por  lesão (não existiam  substituições). Lesão  essa que teve origem (ao que  consta) numa  batalha campal em que o  jogador do SLB foi deixado inconsciente.
5. No  último e decisivo jogo do Porto em Torres Vedras, o Porto venceu por 3-0 com dois dos golos a serem apontados muito perto do fim da partida.